# Othmar Kühn (Paläontologe)

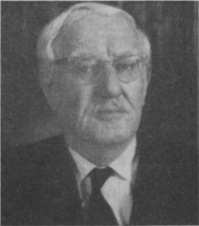
Othmar Kühn 1965

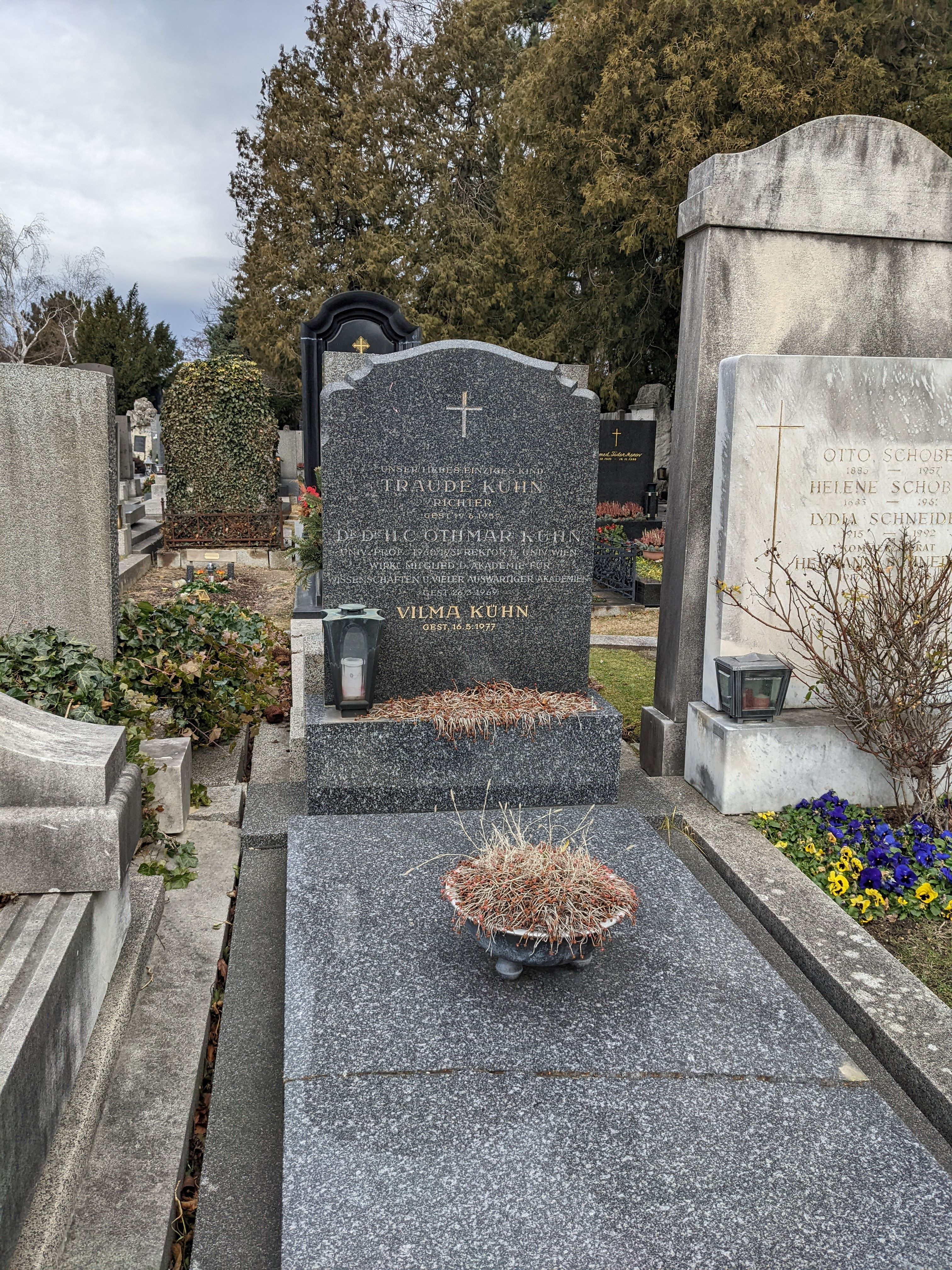

Othmar Kühn (* 5. November 1892 in Wien-Ottakring; † 26. März 1969 in Wien) war ein österreichischer Geologe und Paläontologe.
Kühn war der Sohn eines Handelsvertreters und besuchte nach dem Abitur 1911 eine Handelsschule. Bis 1914 war er bei einer Brauerei in Hallein beschäftigt. Davon unbefriedigt studierte er an der Universität Wien Naturwissenschaften und legte 1916 sein Lehrerexamen ab. Danach war er Soldat im Ersten Weltkrieg an der italienischen Front, wo er in der Piaveschlacht schwer verwundet wurde und die silberne Tapferkeitsmedaille erhielt. 1919 wurde er in Wien in Botanik bei Richard Wettstein promoviert. Er arbeitete dann zunächst als Mittelschullehrer, arbeitete aber gleichzeitig am Naturhistorischen Museum in Wien.
1931 versuchte Kühn erfolglos, sich zu habilitieren.
Kühn beantragte am 3. März 1940 die Aufnahme in die NSDAP und wurde zum 1. April desselben Jahres aufgenommen (Mitgliedsnummer 7.981.241). Im Zweiten Weltkrieg war er Soldat in Frankreich und Russland. 1944 wurde er Kustos 1. Klasse am Naturhistorischen Museum Wien.
Klaus Taschwer nannte Kühn „ein typisches Beispiel für wissenschaftliche Mediokrität an der Universität Wien in den 1950er-Jahren“, der es auch ohne Lehrbefugnis weit brachte. Von 1951 bis zu seinem Ruhestand 1964 war er ordentlicher Professor für Paläontologie und Paläobiologie und leitete das Paläontologische Institut der Universität. 1957/58 war er Dekan und 1960/61 Rektor der Universität.
Als Rektor der Universität Wien überreichte Kühn am 25. April 1961 Fritz Knoll, dem Nazi-Rektor der Universität von 1938 bis 1943, das Rektorserinnerungszeichen der Universität Wien nebst Urkunde „in Anerkennung [der] ehrenvollen und mutigen Amtsführung in schwerer Zeit“.
Er war Ehrenmitglied der Paläontologischen Gesellschaft (1965). 1944/45 und 1955/56 war er Vorsitzender der Österreichischen Geologischen Gesellschaft und 1961 deren Ehrenmitglied. Er war Ehrendoktor der Universitäten von Athen und Bukarest. Er war seit 1955 Mitglied der Österreichischen Akademie der Wissenschaften, ab 1952 als korrespondierendes Mitglied und ab 1955 als wirkliches Mitglied. Außerdem war er Mitglied der serbischen, jugoslawischen, slowenischen, griechischen, dänischen Akademien der Wissenschaften. 1962 erhielt er das Große Silberne Ehrenzeichen für Verdienste um die Republik Österreich und 1969 erhielt er die Goldene Ehrenmedaille der Stadt Wien.
Kühn arbeitete auf einem breiten Spektrum von Gebieten der Paläontologie und außerdem in der Geologie und Botanik. Besonders befasste er sich mit Anthozoen, Rudisten und Hydrozoen und mit der Stratigraphie der kreidezeitlichen Gosau-Gruppe. 1926 wies er erstmals das Vorkommen des Danium in Niederösterreich nach. 1964 begründete er den Catalogus Fossilium Austriae der Österreichischen Akademie der Wissenschaften.
Er wurde am Döblinger Friedhof bestattet.